# Касторенський район
Касторенський район (рос. Касторенский район) — адміністративно-територіальна одиниця та муніципальне утворення на сході Курської області Росії.
Адміністративний центр — селище Касторне.